# Тимелія-темнодзьоб палаванська
Тиме́лія-темнодзьо́б палаванська (Zosterornis hypogrammicus) — вид горобцеподібних птахів родини окулярникових (Zosteropidae). Ендемік Філіппін.

## Опис
Довжина птаха становить 14-15 см. Верхня частина тіла оливково-зелена, нижня частина тіла оливково-жовта, сильно поцяткована чорними смужками. Скроні, щоки і задня частина шиї охристо-сірі, підборіддя і горло білувато=охристі або жовтувато-сірі. За очима чорні смужки.

## Поширення і екологія
Палаванські тимелії-темнодзьоби є ендеміками острова Палаван, де мешкають на схилах гір Манталігаджан, Вікторія, Маталінг і Магтагуїнбонг, хоча, можливо, трапляються і на інших горах. Вони живуть у вологих гірських тропічних лісах. Зустрічаються парами або невеликими зграйками, на висоті від 1000 до 2030 м над рівнем моря, переважно на висоті панад 1300 м над рівнем моря. Іноді приєднуються до змішаних зграй птахів. Живляться комахами, насінням і плодами.

## Збереження
МСОП класифікує стан збереження цього виду як близький до загрозливого через обмежений ареал. Палаванським тимеліям-темнодзьобам може загрожувати знищення природного середовища.